# Groupe de Beaufort
Le groupe de Beaufort est la troisième des principales subdivisions du supergroupe du Karoo, en Afrique du Sud. Il est composé principalement de grès et de shale, déposés dans le bassin du Karoo entre le Permien (Guadalupien) et le Trias moyen (Anisien).
Dans ce qui est de nos jours la province du Cap-Oriental, le remplissage du bassin du Karoo commence avec les dépôts du groupe de Dwyka, suivis par ceux formant le groupe d'Ecca, le groupe de Beaufort, la formation de Molteno, la formation d'Elliot et la formation de Clarens, appartenant au groupe de Stormberg. Le bassin a suivi l'évolution typique des bassins d'avant-pays, le groupe d'Ecca représentant la composante « flysch », tandis que le groupe de Beaufort, la formation de Molteno et la formation d'Elliot correspondent à des sédiments de molasse fluviale,.

## Géologie
| Période                                          | Groupe            | Formation à l'ouest du 24°E | Formation à l'est du 24°E | Strate (cénozone) |
| ------------------------------------------------ | ----------------- | --------------------------- | ------------------------- | ----------------- |
| Jurassique                                       | Drakensberg       | Hiatus                      | Drakensberg               |                   |
| Jurassique                                       | Stormberg         | Hiatus                      | Clarens                   |                   |
| Trias                                            | Stormberg         | Hiatus                      | Elliot                    |                   |
| Trias                                            | Stormberg         | Hiatus                      | Molteno                   |                   |
| Trias                                            | Beaufort          | Hiatus                      |                           |                   |
| Trias                                            | Burgersdorp       | Hiatus                      | Cynognathus (en)          |                   |
| Trias                                            | Katberg           | Hiatus                      | Lystrosaurus (en)         |                   |
| Trias                                            | Balfour           | Hiatus                      |                           |                   |
| Permien                                          | Dicynodon (en)    | Hiatus                      |                           |                   |
| Permien                                          | Teekloof          |                             |                           |                   |
| Permien                                          | Cistecephalus     |                             |                           |                   |
| Permien                                          | Middleton         |                             |                           |                   |
| Permien                                          | Tropidostoma (en) |                             |                           |                   |
| Permien                                          | Pristerognathus   |                             |                           |                   |
| Permien                                          | Abrahams-Kraal    | Koonap                      |                           |                   |
| Permien                                          | Abrahams-Kraal    | Koonap                      | Tapinocephalus (en)       |                   |
| Permien                                          | Abrahams-Kraal    | Koonap                      | Eodicynodon (en)          |                   |
| Permien                                          | Ecca              | Waterford                   | Waterford                 |                   |
| Permien                                          | Ecca              | Tierberg / Fort Brown       | Fort Brown                |                   |
| Permien                                          | Ecca              | Laingsburg / Ripon          | Ripon                     |                   |
| Permien                                          | Ecca              | Collingham                  | Collingham                |                   |
| Permien                                          | Ecca              | White Hill                  | White Hill                |                   |
| Permien                                          | Ecca              | Prince Albert               | Prince Albert             |                   |
| Carbonifère                                      | Dwyka             | Elandsvlei                  | Elandsvlei                |                   |
| Références : Rubidge 2005, Selden et Nudds 2011. |                   |                             |                           |                   |

Les dépôts sont, dans l'ordre chronologique :
- le plus ancien est le sous-groupe d'Adélaïde, lui-même composé de :
  - la formation de Koonap : transition de lacustre saumâtre à fluviatil. Grès gris-vert se dégradant en siltites et mudstones à grain fin.
  - la formation de Middleton correspond à un climat semi-aride entretenant une faune et une flore abondantes, ayant prospéré près des méandres des fleuves et des lacs semi-permanents[5]. Dépôts cycliques de composants lenticulaires de grès de type mudstone gris-verdâtre. C'est la plus épaisse des formations, représentant 37 % du groupe de Beaufort et 47 % du sous-groupe d'Adélaïde[6]. La formation présente des lentilles de mudstone rouge dont on pense qu'elles furent déposées dans un contexte fluvial subaérien (en)[7].
  - la formation de Balfour. C'est la partie supérieure du sous-groupe d'Adélaïde et une partie de ce qui fut nommé « bas et moyen Beaufort ».
- le sous-groupe supérieur de Tarkastad, comprenant :
  - la formation de Katberg, des dépôts aréneux de mudstone rouge et jaune-olive, déposés dans un système fluvial ramifié.
  - la formation de Burgersdorp, dépôts dans un système fluvial aux larges méandres[8].

## Paléontologie
Les fossiles de tétrapodes, notamment de thérapsides, sont nombreux, et la biostratigraphie des vertébrés a été établie dans le détail, grâce au travail de Robert Broom au début du xxe siècle, poursuivi et révisé de nombreuses fois depuis. On retient aujourd'hui huit biozones, permettant de suivre l'évolution de la vie terrestre du Permien au Trias. Les biozones sont nommées d'après le genre caractéristique servant de fossile stratigraphique.
De la plus ancienne à la plus récente, les strates paléontologiques sont :
- strate à Eodicynodon (la plus ancienne)
- strate à Tapinocephalus
- strate à Pristerognathus
- strate à Tropidostoma
- strate à Cistecephalus
- strate à Dicynodon
- strate à Lystrosaurus
- strate à Cynognathus (la plus récente)

Le groupe de Beaufort recèle aussi de nombreux fossiles de plantes et d'insectes.